# Xã Newbury, Quận Wabaunsee, Kansas
Xã Newbury (tiếng Anh: Newbury Township) là một xã thuộc quận Wabaunsee, tiểu bang Kansas, Hoa Kỳ. Năm 2010, dân số của xã này là 1.042 người.